# 福田総合病院
福田総合病院（ふくだそうごうびょういん）は、医療法人御殿山が大阪府枚方市渚西に設置する病院。

## 概要
救急告示病院に指定されている。171床(一般病棟46床、地域包括ケア病棟14床、障害者病棟111床)を備える。

## 沿革
(この節の出典)

### 年表
- 1975年(昭和50)5月 - 福田医院を、枚方市渚西に開業する（現病院の隣）。
- 1978年(昭和53)12月 - 福田病院を現在の地である枚方市渚西1丁目に設立し、30床で開業する。
- 1983年(昭和58)6月 - 病床数を100床に増床する。
- 1987年(昭和62)6月 - 病床数を現在の171床に増床する。
- 1998年(平成10)7月 - 病院名を福田総合病院に改める。
- 2020年(令和2)3月1日 - 医療法人設立。病院名を「医療法人 御殿山 福田総合病院」 と改める。

## 診療科
- 内科[3]
- 外科[3]
- 整形外科[3]
- リウマチ科[3]
- 脳神経内科[3]
- 精神科[3]
- 消化器内科[3]
- 消化器外科[3]
- 循環器内科[3]
- 肛門外科[3]
- 皮膚科[3]
- アレルギー科[3]
- 泌尿器科[3]
- 放射線科[3]
- 麻酔科[3]
- リハビリテーション科[3]

## 医療機関の認定
- 保険医療機関[3]
- 労災保険指定病院[3]
- 生活保護法指定病院（中国残留邦人等の円滑な帰国の促進並びに永住帰国した中国残留邦人等及び特定配偶者の自立の支援に関する法律（平成六年法律第三十号）に基づく指定医療機関を含む。）[3]
- 原子爆弾被害者一般疾病医療取扱病院[3]
- 臨床研修病院[3]
- 身体障害者福祉法指定医の配置されている医療機関[3]
- 指定自立支援病院（更生医療）[3]
- 指定自立支援医療機関（精神通院医療）[3]

## 交通アクセス
- 京阪本線「御殿山駅」より徒歩2分[4]
- 京阪バス「御殿山」停留所より徒歩1分[4]

## 周辺
- 枚方市地域包括支援センター 聖徳園なぎさ
- 近畿情報高等専修学校